# Leonora Eyles
Margaret Leonora Eyles (auch verheiratet als Margaret Leonora Murray, geboren als Margaret Leonora Pitcairn am 1. September 1889 in Swindon; gestorben 27. Juli 1960 in London) war eine britische Schriftstellerin und Frauenrechtlerin.

## Leben
Margaret Leonora Pitcairn war eine Tochter des Industriellen Tennant Pitcairn (1861–1905) und der Rosa Bevan (1863/64–1902). Sie wuchs in Tunstall (Staffordshire) auf. Nach dem frühen Tod der Mutter und auch des Vaters wuchs sie bei ihrer Stiefmutter auf und floh mit 18 Jahren nach London, wo sie sich als Arbeiterin durchschlug. Sie emigrierte nach Australien, wo sie als Hausgehilfin arbeitete und um 1909 den Medizinstudenten Alfred William Eyles (geboren 1880) heiratete. Ihre Kinder wurden 1909 in Australien und 1912 und 1914 in London geboren. Die Ehe scheiterte, und Leonora Eyles zog die Kinder alleine auf. Ihren Lebensunterhalt verdiente sie als Schreibkraft bei der Wohlfahrtsorganisation Bernardo’s und während des Ersten Weltkriegs als Arbeiterin in einer Munitionsfabrik.
Ihre autobiografische Schrift The Woman in the Little House erschien 1922 zunächst als Serie in der Zeitschrift Time and Tide. 1928 heiratete sie den Journalisten David Leslie Murray (1888–1962), der von 1938 bis 1944 das Times Literary Supplement herausgab. Sie schrieb weiterhin unter dem Namen Eyles. Sie übernahm das Ressort der Briefkastentante bei der Frauenzeitschrift Woman’s Own. Sie schrieb auch für George Lansburys Zeitungen New Leader und Daily Herald. Eyles engagierte sich als Sozialistin für die Frauenrechte und trat auch als Rednerin auf.
Ihre älteste Tochter Vivyan Leonora Eyles (1909–1982) schrieb unter dem Pseudonym Lydia Holland und war mit Mario Praz und mit Wolfgang Fritz Volbach verheiratet.

## Werke (Auswahl)
- Margaret Protests. Erskine Macdonald, 1919
- Hidden Lives. Heinemann, 1922
- Captivity. Heinemann, 1922
- The Woman in the Little House. Grant Richards, 1922
- The Hare of Heaven. Andrew Melrose, 1923
- Family Love, etc. Andrew Melrose, 1923
- Elfin Gold. Mascot Novels, 1923
- Women's Problems of To-day. Labour Publishing, 1926
- Shepherd of Israel. Constable, 1929
- Feeding the Family. Hints for the intelligent housewife. Cayme Press, 1929
- Strength of the Spirit. Constable, 1930
- Careers for Women. Mathews & Marrot, 1930
- Commonsense about Sex. Gollancz, 1936
- Death of a Dog. Hutchinson, 1936
- They Wanted Him Dead! Hutchinson, 1936
- No Second Best. Hutchinson, 1939
- Eat Well in War-Time. Gollancz, 1940
- For My Enemy Daughter. Gollancz, 1941
- Cutting the Coat. A book for every housewife in war-time. Hutchinson, 1941
- Unmarried but Happy. Gollancz, 1947
- Is Your Problem Here? Sampson Low, Marston, 1947
- Sex for the Engaged. Robert Hale, 1952
- The Ram Escapes. The story of a Victorian childhood. Peter Nevill, 1953